# Gerbillurus paeba
Gerbillurus paeba  (Smith, 1836) è un roditore della famiglia dei Muridi diffuso nell'Africa meridionale.

## Descrizione

### Dimensioni
Roditore di piccole dimensioni, con la lunghezza della testa e del corpo tra 80 e 101 mm, la lunghezza della coda tra 92 e 127 mm, la lunghezza del piede tra 21 e 30 mm, la lunghezza delle orecchie tra 10 e 19 mm e un peso fino a 37 g.

### Aspetto
Le parti superiori variano considerevolmente dal rossiccio-arancione al rosso-grigiastro, mentre le parti inferiori, le labbra superiori e le zampe sono bianche. 
Le orecchie sono bruno-giallastre pallide sulla superficie esterna. 
Le vibrisse sono nere con la punta bianca. 
La coda è più lunga della testa e del corpo, dello stesso colore del dorso sopra, bianca sotto e con un ciuffo di peli brunastri all'estremità.

## Biologia

### Comportamento
È una specie terricola e notturna. Si rifugia di giorno in tane profonde fornite di diverse entrate.

### Alimentazione
Si nutre di semi e di artropodi, particolarmente in estate.

### Riproduzione
Si riproduce durante tutto l'anno. Le femmine danno alla luce 2-5 piccoli alla volta dopo una gestazione di 21 giorni. Lo svezzamento avviene dopo 21 giorni. Raggiungono la maturità sessuale dopo 60-80 giorni.

## Distribuzione e habitat
Questa specie è diffusa nell'Africa meridionale, dalla Namibia al Mozambico meridionale.
Vive in terreni sabbiosi o alluvionali con copertura di erba, arbusti o boschi. Si trova spesso nelle case.

## Tassonomia
Sono state riconosciute 4 sottospecie:
- G.p.paeba: Province sudafricane del Nordovest e del Limpopo sud-occidentale, Botswana, Zimbabwe occidentale;
- G.p.coombsi (Roberts, 1929): Provincia sudafricana del Capo Settentrionale, Namibia centrale e meridionale;
- G.p.exilis (Shortridge & Carter, 1939): Capo Orientale sud-orientale;
- G.p.infernus (Lundholm, 1955): Namibia settentrionale, Angola sud-occidentale.

## Conservazione
La IUCN Red List, considerata la vasta distribuzione, la popolazione numerosa e la presenza in diverse aree protette, classifica G.paeba come specie a rischio minimo (Least Concern).